# Viadana curvicercata
Viadana curvicercata är en insektsart som först beskrevs av Brunner von Wattenwyl 1891.  Viadana curvicercata ingår i släktet Viadana och familjen vårtbitare. Inga underarter finns listade i Catalogue of Life.